# John Gavin

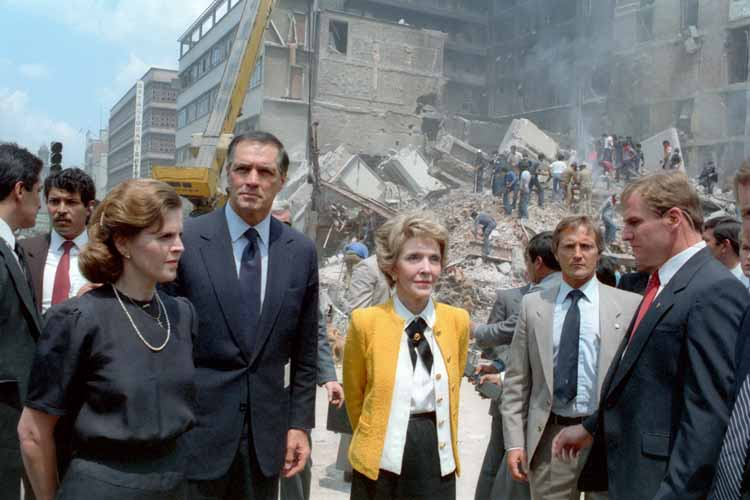
John Gavin (2. von links) mit Nancy Reagan im September 1985 nach dem Erdbeben in Mexiko-Stadt

John Gavin (* 8. April 1931 in Los Angeles, Kalifornien als John Anthony Golenor; † 9. Februar 2018 in Beverly Hills, Kalifornien) war ein US-amerikanischer Schauspieler, der auch als Präsident der Schauspielergewerkschaft sowie als Botschafter in Mexiko fungierte.

## Leben
Gavin wurde als Sohn von Herald Ray Golenor und dessen mexikanischer Ehefrau Delia Diana Pablos geboren. Er begann zunächst ein Studium der lateinamerikanischen Wirtschaftsgeschichte an der Stanford University, das er mit dem Bachelor of Arts abschloss. Anschließend leistete er einen vierjährigen Militärdienst als Aufklärungsoffizier in der US Navy (1952–1955).

## Hollywood
Im Anschluss an seine Militärzeit ging John Gavin nach Hollywood, wo er 1956 neben Rory Calhoun im Western Raw Edge sein Debüt als Filmschauspieler gab. Der Schauspieler entsprach dem gängigen Schönheitsideal der damaligen Zeit – groß, dunkelhaarig, kräftige Kinnpartie – und verkörperte daher meist geradlinige, aufrechte Charaktere. Seinen Durchbruch erreichte er 1958 neben Liselotte Pulver in Douglas Sirks Kriegsdrama Zeit zu leben und Zeit zu sterben. Für diesen Auftritt als deutscher Soldat erhielt er den Golden Globe Award als Bester Nachwuchsdarsteller. Ein Jahr später spielte Gavin auch die männliche Hauptrolle in Sirks letztem Film, dem Gesellschaftsdrama Solange es Menschen gibt mit Lana Turner. Sein Filmstudio Universal plante, Gavin als Nachfolger von Rock Hudson aufzubauen. Allerdings gelang es Gavin nie, die Popularität von Hudson zu erreichen.
1960 verkörperte Gavin in Alfred Hitchcocks Thriller-Klassiker Psycho die Rolle des Sam Loomis, dessen Geliebte vom Hotelbesitzer Norman Bates ermordet wird. Regisseur Hitchcock (wie auch viele Filmkritiker) empfand Gavin als eher hölzernen Schauspieler und verpasste ihm deshalb den Spitznamen The Stiff („Der Steife“). Ebenfalls 1960 verkörperte er in Stanley Kubricks Monumentalfilm Spartacus den römischen Feldherrn Julius Caesar. Er spielte außerdem neben Doris Day im Thriller Mitternachtsspitzen (1960) und in Peter Ustinovs Komödie Romanoff und Julia (1961). Auf der Suche nach besseren Rollen verließ er sein Filmstudio Universal im Jahre 1962, doch als freier Schauspieler bekam er kaum noch Filmangebote. Auch seine Rückkehr zu Universal brachte seiner Karriere keinen erneuten Aufschwung. Ab Mitte der 1960er Jahre arbeitete er vor allem als Fernsehdarsteller.
1971 erhielt Gavin in der Nachfolge von George Lazenby einen Vertrag als James Bond für die Filmproduktion Diamantenfieber. Nachdem Sean Connery jedoch seine Bereitschaft zur Rückkehr als Bond signalisiert hatte, wurde der bereits unterschriebene Vertrag mit Gavin wieder gelöst. Als Entschädigungssumme erhielt Gavin dennoch 50.000 US-Dollar. Ebenfalls 1971 wurde Gavin zum Präsidenten der Schauspielergewerkschaft (Screen Actors Guild) gewählt. Das Amt bekleidete er bis 1973. Danach versuchte er sich als Theaterschauspieler am Broadway (Seesaw, 1973). Seine letzte Schauspielrolle hatte er 1981 in der Fernsehserie Fantasy Island.

## Diplomatische Laufbahn und späteres Leben
1981 schlug sein Schauspielkollege und Vorgänger als Präsident der Schauspielergewerkschaft, Ronald Reagan, Gavin für das Amt des Botschafters in Mexiko vor. Dazu prädestinierten Gavin vor allem seine ausgezeichneten Sprachkenntnisse – seine Mutter war mexikanischer Abstammung und hatte ihn zweisprachig erzogen. Von Juni 1981 bis Juni 1986 nahm er dieses Amt wahr. Seit 1986 war er als Geschäftsmann in der freien Wirtschaft tätig.
Seit 1974 war Gavin in zweiter Ehe mit der Schauspielkollegin Constance Towers verheiratet. Das Paar hatte zwei gemeinsame Kinder sowie zwei Kinder aus Towers’ erster Ehe. John Gavin, der zuletzt unter Leukämie gelitten hatte, starb im Februar 2018 mit 86 Jahren an den Folgen einer Lungenentzündung.

## Filmografie
- 1956: Die Meute lauert überall (Raw Edge)
- 1956: Verdammte hinter Gittern (Behind the High Wall)
- 1957: Wem die Sterne leuchten (Four Girls in Town)
- 1957: Quantez, die tote Stadt (Quantez)
- 1958: Zeit zu leben und Zeit zu sterben (A Time to Love and a Time to Die)
- 1959: Solange es Menschen gibt (Imitation of Life)
- 1960: Prinzessin Olympia (Olimpia)
- 1960: Psycho
- 1960: Spartacus
- 1960: Mitternachtsspitzen (Midnight Lace)
- 1960: Nachdenkliche Geschichten (Insight; Fernsehserie, 1 Folge)
- 1961: Romanoff und Julia (Romanoff and Juliet)
- 1961: Tammy Tell Me True
- 1961: Endstation Paris (Back Street)
- 1962: Alcoa Premiere (Fernsehserie, 1 Folge)
- 1963/1965: The Alfred Hitchcock Hour (Fernsehserie, 2 Folgen)
- 1964: Destry (Fernsehserie, 13 Folgen)[4]
- 1964: Die Leute von der Shiloh Ranch (The Virginian; Fernsehserie, 1 Folge)
- 1964: Stunde der Entscheidung (Kraft Suspense Theatre; Fernsehserie, 2 Folgen)
- 1965: Convoy (Fernsehserie, 13 Folgen)
- 1967: Pedro Páramo
- 1967: Modern Millie – Reicher Mann gesucht (Thoroughly Modern Millie)
- 1968: Keine Rosen für OSS 117 (Pas de roses pour OSS 117)
- 1969: Die Irre von Chaillot (The Madwoman of Chaillot)
- 1970: Cutter duldet keinen Mord (Cutter's Trail; Fernsehfilm)
- 1970: Pussycat, Pussycat – I Love You (Pussycat, Pussycat, I Love You)
- 1971: The Doris Day Show (Fernsehserie, 1 Folge)
- 1973: Mannix (Fernsehserie, 1 Folge)
- 1973: Keep It in the Family
- 1973: Nefertiti y Aquenatos (Kurzfilm)
- 1974: The Wide World of Mystery (Fernsehserie, 1 Folge)
- 1975: Am Abgrund des Todes (The Lives of Jenny Dolan; Fernsehfilm)
- 1976: Medical Center (Fernsehserie, 1 Folge)
- 1976: Blutspur ins Totenreich (La casa de las sombras)
- 1977: Love Boat (Fernsehserie, 1 Folge)
- 1978: Doctors’ Private Lives (Fernsehfilm)
- 1978: Jennifer
- 1978: Die liebestollen Stewardessen (Flying High; Fernsehserie, 1 Folge)
- 1978: Die neuen Abenteuer von Heidi (The New Adventures of Heidi; Fernsehfilm)
- 1978/1981: Fantasy Island (Fernsehserie, 2 Folgen)
- 1979: Doctors’ Private Lives (vierteilige Fernseh-Miniserie)
- 1980: Sophia Loren – Mein Leben (Sophia Loren: Her Own Story; Fernsehfilm)
- 1980: Hart aber herzlich (Hart to Hart) (Fernsehserie, 1 Folge)